# Michelbach (Freystadt)
Michelbach ist eine ehemalige Gemeinde und seit der Gebietsreform in Bayern ein Gemeindeteil der Stadt Freystadt im Landkreis Neumarkt in der Oberpfalz in Bayern.

## Lage
Das Kirchdorf liegt in der Frankenalb auf der Jurahochfläche auf 410 m ü. NHN. Die Ortsmitte ist etwa 100 Meter nördlich des Main-Donau-Kanals und rund zwei Kilometer südwestlich des Gemeindesitzes entfernt. Die Ortsflur umfasst 255 Hektar.

## Geschichte
„Michilinbach“ ist erstmals 1188 urkundlich erwähnt, als Bischof Otto von Eichstätt in seiner Domkirche den Altar seiner Magdalenenkapelle errichtete und mit Gütern auch aus Michelbach ausstattete. Im 13. Jahrhundert sind mehrere Ortsadelige urkundlich genannt: 1217 ein Ulrich de Michilnbach, 1235 ein Ludewicus de Michelbach, 1256 ein Henricus de Michelnbach. 1486 hört man von Besitz der Wolfsteiner in Michelbach. Im 16. Jahrhundert bestand Michelbach aus 16 Höfen, von denen sechs zum Hochstift Eichstätt, vier zur Herrschaft Stein, weitere vier dem Almosenamt Nürnberg, zwei der Pfarrei Heuberg und einer Oelhafens Pfründe gehörte.
Gegen Ende des Alten Reiches, um 1800, bestand Michelbach aus 23 Untertanen-Anwesen unterschiedlicher Größe, die acht verschiedenen Grundherrschaften und Ämtern unterstanden: Je ein Anwesen gehörte der Kirche Mörsdorf, dem Domkapitel Eichstätt, dem kurfürstlich-baierschen Amt Sulzbürg und der Holzschuherschen Familienstiftung Nürnberg; zwei Anwesen waren Eigentum der Pfarrei Hilpoltstein/Kirche Mörlach; je drei Untertanenanwesen hatten das Kloster Seligenporten und die Protestantische Kultusstiftung Nürnberg; neun Untertanenanwesen gehörten dem Rentamt Hilpoltstein und zwei waren frei eigen. Die Hochgerichtsbarkeit übte das Pflegamt Hilpoltstein aus.
Im neuen Königreich Bayern (1806) wurde der Steuerdistrikt Mörsdorf im Landgericht und Rentamt Hilpoltstein im späteren Mittelfranken gebildet, dem Michelbach angehörte. Mit dem Gemeindeedikt von 1818 wurde die Ruralgemeinde Michelbach gebildet, der das Dorf Michelbach und die drei Einöden Rothenhof, Rumleshof und Schöllnhof zugeteilt waren. Alle vier Ansiedelungen gehörten zur Pfarrei Meckenhausen; 1872 wurden jedoch Rothenhof und Schöllnhof nach Freystadt umgepfarrt. 1875 hatten die Bauern in Michelbach neun Pferde und 184 Rinder; in der gesamten Gemeinde gab es nach offizieller Zählung 21 Pferde, 260 Rinder, 60 Schafe, 121 Schweine und drei Ziegen. 25 Jahre später gab es in der Gemeinde 25 Pferde, 252 Rinder, 135 Schweine und vier Ziegen.
Mit der Gebietsreform in Bayern wurde diese Gemeinde aus dem mittelfränkischen Landkreis Hilpoltstein ausgegliedert und zum 1. Juli 1972 in die Stadt Freystadt im Landkreis Neumarkt in der Oberpfalz eingemeindet. 1963 bis 1973 wurde die Flurbereinigung durchgeführt. An sie erinnert ein Flurkreuz.

### Einwohnerentwicklung des Dorfes Michelbach
- 1820: 134 (23 Häuser)[8]
- 1871: 121 (40 Gebäude)[10]
- 1900: 130 (22 Wohngebäude)[11]
- 1938: 111[13]
- 1950: 134 (23 Häuser)[8]
- 1961: 132 (24 Wohngebäude)[1]
- 1970: 142[8]
- 31. Dezember 2016: 160[14]

### Einwohnerzahlen der Gemeinde Michelbach (Fläche: 441 Hektar)
- 1871: 162 (alle katholisch) (52 Gebäude, 29 Wohngebäude)[10]
- 1900: 174 (alle katholisch) (29 Wohngebäude)[11]
- 1961: 177 (33 Wohngebäude)[1]

## Katholische Ortskapelle

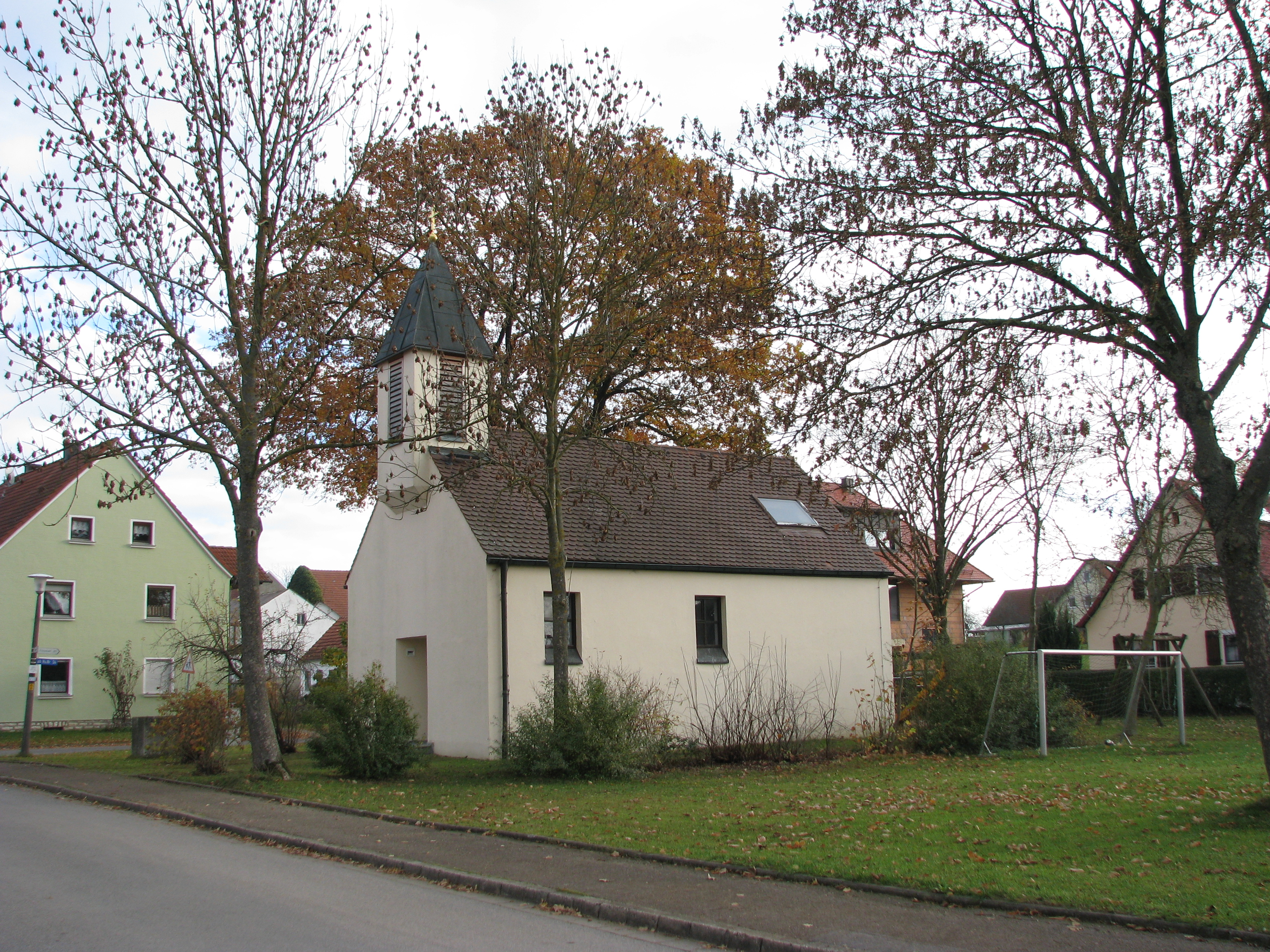
Ortskapelle Michelbach

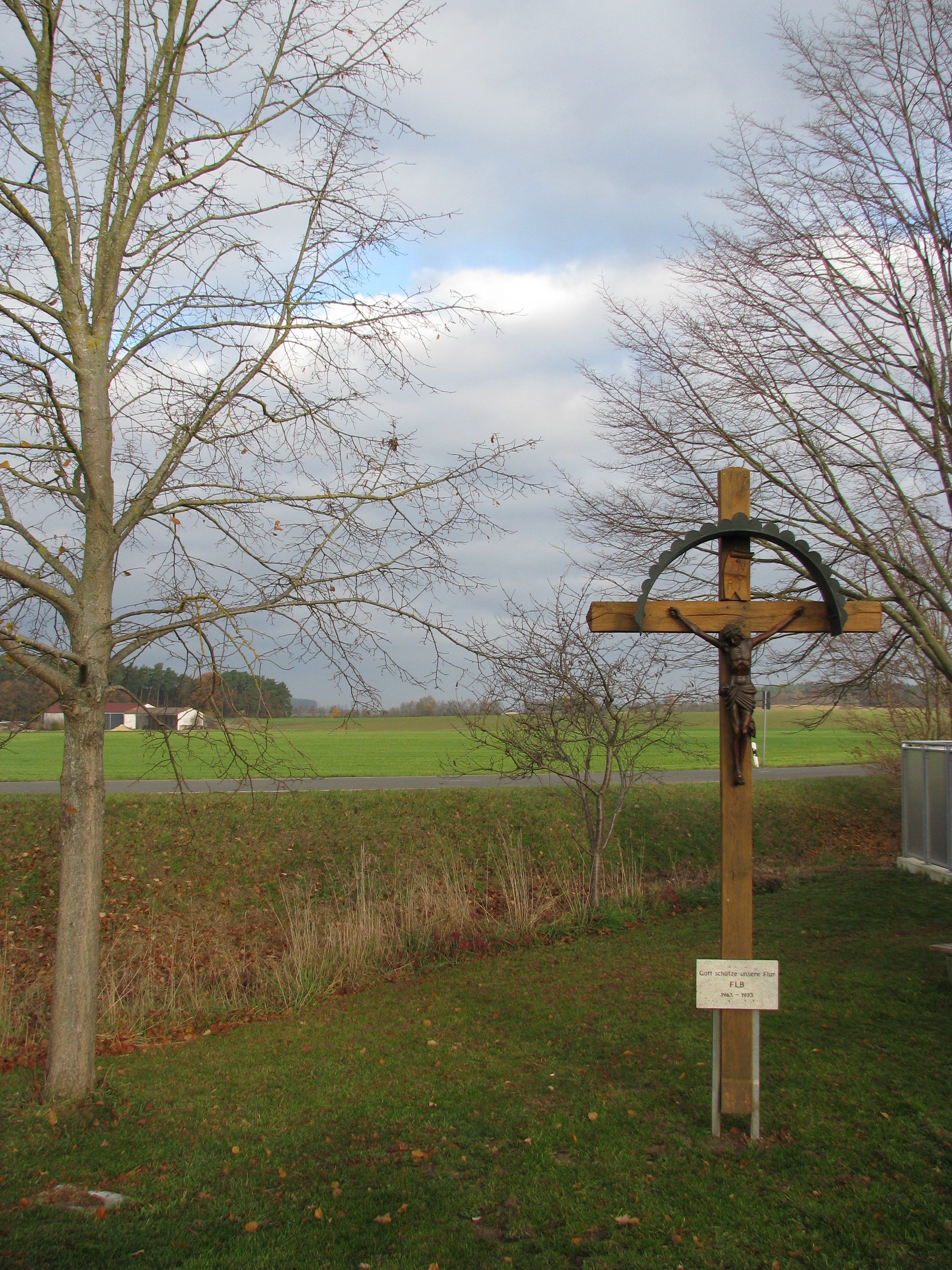
Flurkreuz

Diese wurde 1891 von der Gemeinde erbaut; hier durfte ab 1922 der Kaplan von Meckenhausen die Messe lesen. Der Dachreiter enthielt 1938 eine Glocke von 1891.

## Verkehrsanbindung
Michelbach liegt unmittelbar östlich der Staatsstraße 2238 zwischen dem Gemeindesitz Freystadt und Meckenhausen. Am südlichen Ortsende von Michelbach kreuzt die Staatsstraße 2238 in Richtung Meckenhausen den Main-Donau-Kanal. Gemeindeverbindungsstraßen führen von Michelbach in östlicher Richtung nach Ohausen, in nordwestlicher Richtung nach Mörsdorf.

## Vereine
- Freiwillige Feuerwehr
- Obst- und Gartenbauverein
- Verein für Brauch- und Heimatpflege Michelbocha e. V.